# Tigist Gashaw
Tigist Gashaw, född 25 december 1996, är en friidrottare från Bahrain. Hon deltog vid olympiska sommarspelen 2016.